# Néoules
Néoules é uma comuna francesa na região administrativa da Provença-Alpes-Costa Azul, no departamento de Var. Estende-se por uma área de 25,08 km². Em 2010 a comuna tinha 2 836 habitantes (densidade: 113,1 hab./km²).